# Ordine della croce della Libertà
L'Ordine della croce della Libertà è un ordine cavalleresco della Repubblica di Finlandia.

## Storia
L'Ordine della croce della Libertà di Finlandia venne fondato il 4 marzo 1918 su iniziativa del generale Mannerheim, comandante in capo all'esercito finlandese e governatore provvisorio dopo la fine della monarchia. La decorazione venne affidata nella sua creazione al rinomato artista finlandese Akseli Gallen-Kallela. Le prime decorazioni vennero concesse il 15 aprile 1918.
L'Ordine, nel corso degli anni della Seconda guerra mondiale, a seguito da parte del governo di Mannerheim per necessità strategiche dell'alleanza con la Germania nazista, venne concesso largamente ad ufficiali di rilievo del Terzo Reich.
Oggi le insegne dell'Ordine si trovano impresse nella bandiera personale del Presidente della Repubblica finlandese.

## Classi
L'Ordine dispone dalla fondazione delle seguenti classi di benemerenza:
- Cavaliere di Gran Croce (medaglia smaltata, stella e fascia)
- Croce della Libertà di I classe (stella, nastro al collo, medaglia smaltata di bianco con svastica d'oro, rosa bianca)
- Croce della Libertà di II classe (medaglia da petto smaltata di bianco con svastica d'oro, rosa bianca)
- Croce della Libertà di III classe:
  - Classe militare: medaglia da petto di ferro nero, svastica e rosa d'oro
  - Classe civile: medaglia da petto smaltata di blu, svastica e rosa d'oro
- Croce della Libertà di IV classe:
  - Classe militare: medaglia da petto di ferro nero, svastica e rosa d'argento
  - Classe civile: medaglia da petto di ferro nero, svastica e rosa d'argento
- Medaglia della Libertà di I classe
- Medaglia al merito di I classe
- Medaglia della Libertà di II classe
- Medaglia al merito di II classe

## Nastri
| Versioni → Classi ↓                   | civile in tempo di pace | militare in tempo di pace | militare in tempo di guerra | civile in tempo di guerra |
| Gran Croce                            |                         |                           |                             | nessuno                   |
| I Classe con stella (classe speciale) |                         |                           |                             |                           |
| I Classe                              |                         |                           |                             |                           |
| II Classe                             |                         |                           |                             |                           |
| III Classe                            |                         |                           |                             |                           |
| IV Classe                             |                         |                           |                             |                           |

| Croce per caduti † | Medaglia per caduti † | Medaglia di I Classe | Medaglia II Classe | Medaglia al merito I e II Classe |
|                    |                       |                      |                    |                                  |

## Insegne
- La stella dell'Ordine consiste in una stella d'argento raggiata con al centro un medaglione circolare smaltato raffigurante la svastica dell'Ordine con al centro una rosa argentata su sfondo blu. Attorno al medaglione centrale si trova un anello smaltato di rosso con in oro la scritta "ISÄNMAAN - PUOLESTA". La classe militare è completata da due spade incrociate dietro l'anello centrale della placca.
- La medaglia dell'Ordine consiste in una croce patente smaltata di blu (per la classe di pace) o di nero (per la classe di guerra) ed avente all'interno delle proprie braccia una svastica in argento. Al centro della croce si trova un medaglione raffigurante una rosa d'argento. L'Ordine, nella classe militare, si distingue per avere sopra la medaglia un tenente composto da un braccio destro e un braccio sinistro non incrociati, armati e tenenti una scimitarra, per atti di guerra rilevanti, mentre nella classe civile questo tenente è sostituito da una corona d'alloro ovale. Nel caso della classe militare, la medaglia può essere concessa con una foglia d'alloro per distinzioni particolari.
- Il nastro è di norma giallo con due strisce rosse in tempo di pace (per la classe civile o militare) e rosso con due strisce bianche in tempo di guerra (per la classe civile o militare). Il nastro è completamente nero se concesso a vedove di soldati meritevoli dell'Ordine.

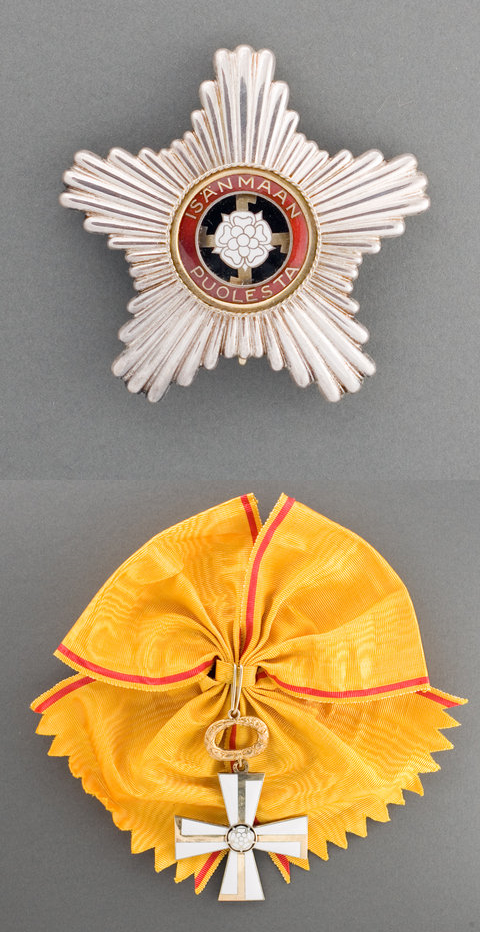
Gran Croce (classe civile)
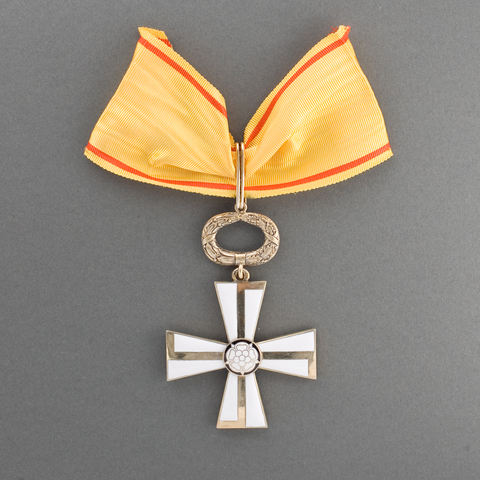
Croce della Libertà di I classe (classe civile)
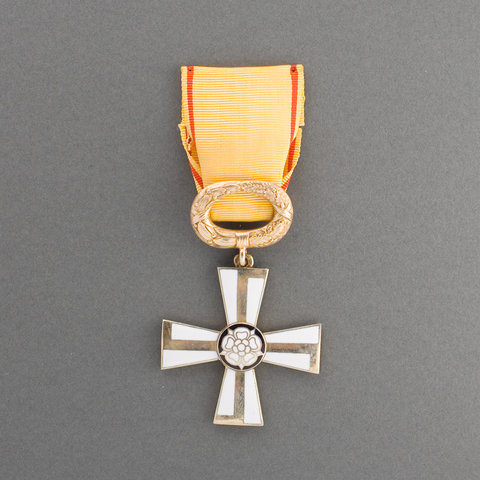
Croce della libertà II classe (classe civile)
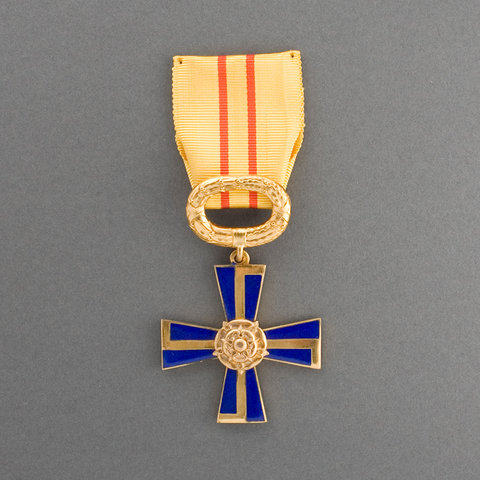
Croce della Libertà di III classe (classe civile)
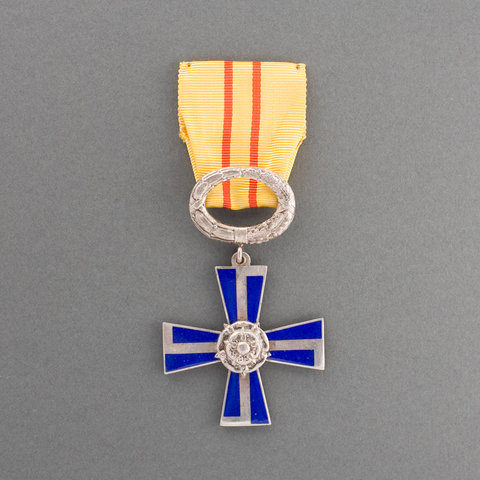
Croce della Libertà di IV classe (classe civile)

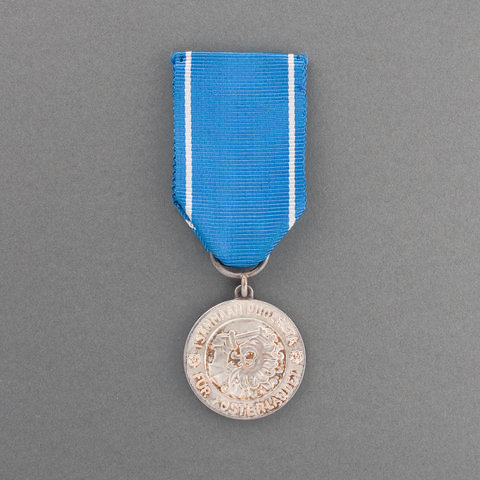
Medaglia della Libertà di I classe
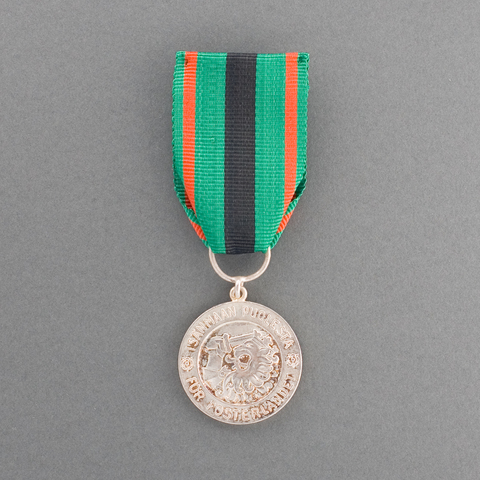
Medaglia al merito di I classe della Croce della Libertà
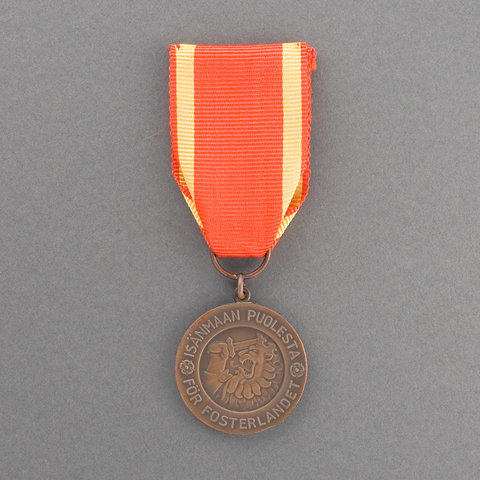
Medaglia della Libertà di II classe
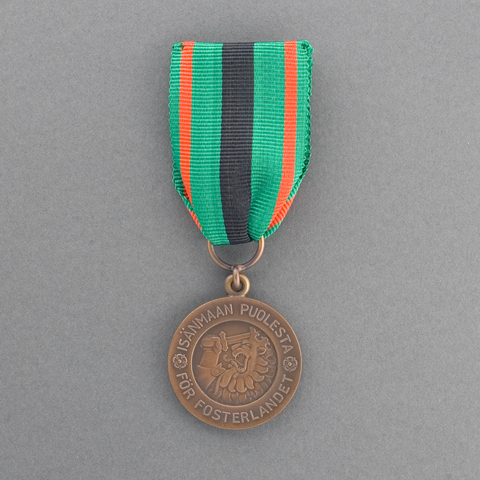
Medaglia al merito di II classe della Croce della Libertà